# Sychrov (district de Liberec)
Sychrov (en allemand : Sichrow) est une commune du district et de la région de Liberec, en République tchèque. Sa population s'élevait à 231 habitants en 2021.
Le village est célèbre pour le château des Rohan : le château de Sychrov.

## Géographie
Sychrov se trouve à 8 km au sud-est de Český Dub, à 16 km au sud de Liberec et à 77 km au nord-est de Prague.
La commune est limitée par Hodkovice nad Mohelkou au nord, par Žďárek et Paceřice à l'est, par Čtveřín, Radimovice et Vlastibořice au sud, et par Bílá à l'ouest.

## Histoire
La première mention écrite du village date de 1367.

## Transports
Par la route, Sychrov se trouve à 9 km de Turnov, à 21 km de Liberec et à 92 km de Prague.